# Бей-В'ю (Мічиган)
Бей-В'ю (англ. Bay View) — переписна місцевість (CDP) в США, в окрузі Еммет штату Мічиган. Населення — 183 особи (2020).

## Географія
Бей-В'ю розташований за координатами 45°23′9″ пн. ш. 84°55′46″ зх. д. / 45.38583° пн. ш. 84.92944° зх. д. (45.385742, -84.929424).  За даними Бюро перепису населення США в 2010 році переписна місцевість мала площу 0,97 км², уся площа — суходіл.

## Демографія
Згідно з переписом 2010 року, у переписній місцевості мешкали 133 особи в 59 домогосподарствах у складі 38 родин. Густота населення становила 137 осіб/км².  Було 494 помешкання (509/км²).
Расовий склад населення:
| - 98,5 % — білих - 0,8 % — корінних американців |

До двох чи більше рас належало 0,8 %. Частка іспаномовних становила 0,0 % від усіх жителів.
За віковим діапазоном населення розподілялося таким чином: 21,1 % — особи молодші 18 років, 57,1 % — особи у віці 18—64 років, 21,8 % — особи у віці 65 років та старші. Медіана віку мешканця становила 48,2 року. На 100 осіб жіночої статі у переписній місцевості припадало 92,8 чоловіків;  на 100 жінок у віці від 18 років та старших — 84,2 чоловіків також старших 18 років.
Середній дохід на одне домашнє господарство  становив 71 869 доларів США (медіана — 60 000), а середній дохід на одну сім'ю — 71 869 доларів (медіана — 60 000). За межею бідності перебувало 21,7 % осіб, у тому числі 0,0 % дітей у віці до 18 років та 0,0 % осіб у віці 65 років та старших.
Цивільне працевлаштоване населення становило 32 особи. Основні галузі зайнятості: роздрібна торгівля — 28,1 %, оптова торгівля — 25,0 %, мистецтво, розваги та відпочинок — 25,0 %.